# Sławomira Kaleta-Wojtasik
Sławomira Kaleta-Wojtasik (ur. 21 kwietnia 1950 w Krakowie, zm. 23 czerwca 2016 tamże) – polska germanistka, skandynawistka, językoznawczyni, tłumaczka, pracownik naukowy Instytutu Filologii Germańskiej Uniwersytetu Jagiellońskiego. Jej zainteresowania naukowe obejmowały m.in. historię języka niemieckiego i szwedzkiego, gramatykę historyczną języka niemieckiego, grafematykę tekstów średnio-wysoko-niemieckich i wczesno-nowo-wysoko-niemieckich, kontakt i transfer językowy, zapożyczenia, językoznawstwo kontrastywne, nauczanie języków obcych oraz wybrane zagadnienia z zakresu iranistyki.

## Życiorys naukowy[2]
W latach 1969-1974 studiowała filologię germańską i skandynawistykę najpierw w Katedrze Filologii Niemieckiej, a następnie – od 1973 – w Instytucie Filologii Germańskiej Uniwersytetu Jagiellońskiego w Krakowie, gdzie po ukończeniu studiów magisterskich podjęła pracę w charakterze nauczyciela akademickiego. Stopień doktora nauk humanistycznych uzyskała również w UJ w 1983 na podstawie dysertacji pt. Der Umlaut im Nord- und Westgermanischen napisanej pod kierunkiem prof. dr. hab. Aleksandra Szulca. Habilitację uzyskała w 2005 na podstawie rozprawy pt. Graphematische Untersuchungen zum Codex Picturatus von Balthasar Behem, w której przedstawiła obszerną analizę fonematyczno-grafematyczną języka wczesno-nowo-wysoko-niemieckiego utrwalonego pisemnie w Kodeksie Baltazara Behema z początku XVI w. zawierającego przywileje i statuty miasta Krakowa, a także roty przysiąg oraz ustawy krakowskich cechów. Była także stypendystką Wydziału Lingwistyki Uniwersytetu w Uppsali.
W strukturach Instytutu Filologii Germańskiej UJ zajmowała stanowisko kierownika Zakładu Filologii Szwedzkiej (1998-2006), Zakładu Językoznawstwa Germańskiego (2013-2016) oraz Zakładu Współczesnego Języka Niemieckiego przekształconego po jej śmierci w Zakład Dydaktyki i Historii Języka Niemieckiego (2013-2016). Od 2012 była dyrektorem Instytutu, a funkcję tę pełniła do śmierci.
Była promotorem ponad 150 prac dyplomowych (zarówno licencjackich jak i magisterskich) oraz wypromowała jednego doktora. Została pochowana na cmentarzu Rakowickim w Krakowie.

## Członkostwo w organizacjach naukowych
- Stowarzyszenie Germanistów Polskich
- Komisja Neofilologiczna Polskiej Akademii Umiejętności

## Wybrane publikacje[6]

### Monografie
- Graphemathische Untersuchungen zum Codex Picturatus von Balthasar Behem (1500–1505). Kraków, Wydawnictwo Uniwersytetu Jagiellońskiego. 2004.
- Ortografia niemiecka dla Polaków. Warszawa / Kraków, PWN. 1995.
- R. Mc Nab, Język niemiecki dla początkujących. (tłumaczenie i opracowanie, wraz z: Barbarą Sławomirską) Kraków, Wydawnictwo Literackie. 1998.
- Nisse. Svensk över gränserna, Helsinki (multimediales Lehrbuch des Schwedischen – Übersetzung ins Deutsche und Bearbeitung des Teils ‚Grammatik‘) 2005.

### Wybrane artykuły
- Drei Modelle des Lautwandels, [w:] Linguistische Studien 79 / 1979, s. 73–85.
- Die Rolle des Raumfaktors bei den Reduktions- und Umlauterscheinungen im Nord- und Westgermanischen, [w:] Beiträge zur Erforschung der deutschen Sprache und Literatur 1985, s. 22–30.
- Entlehnungen aus dem Polnischen in deutschsprachigen Urkunden der Krakauer Kanzlei des 14.–16. Jhs, [w:] Maria Kłańska / Peter Wiesinger (Hrsg.): Vielfalt der Sprachen. Festschrift für Aleksander Szulc zum 75. Geburtstag. Wien: Edition Praesens, 1999, s. 52–63.
- Die deutschsprachige Periode der Krakauer Kanzlei (14.–16. Jh.). (wraz z: Barbarą Dudą), [w:] Franciszek Grucza (Hrsg.): Tausend Jahre polnisch-deutsche Beziehungen. Sprache – Literatur – Politik. Materialien des Millennium Kongresses 5.–8. April 2000. Warszawa: Graf-Punkt, 2001, s. 348–364.
- Mittelalterliches Testament als Textsorte. Versuch einer Untersuchung anhand deutschsprachiger Testamente der Krakauer Bürger aus dem 15. Jh, [w:] Alexander Schwarz / Laure Abplanalp Luscher (Hrsg.): Textallianzen am Schnittpunkt der germanistischen Disziplinen. Bern: Peter Lang, 2001, s. 259–272.
- Der Stadtschreiber Balthasar Behem und sein Werk. Aus der Graphematik von Codex Picturatus (um 1506), [w:] Antoni Dębski / Krzysztof Lipiński (Hrsg.): Perspektiven der polnischen Germanistik in Sprach- und Literaturwissenschaft. Festschrift für Olga Dobijanka-Witczakowa. Kraków: Wydawnictwo Uniwersytetu Jagiellońskiego, 2004, s. 378–395.
- Germanistik in Krakau: Geschichte – Stand – Ausblick, [w:] Franciszek Grucza / Hans-Jörg Schwenk / Magdalena Olpińska (Hrsg.): Germanistische Erfahrungen und Perspektiven der Interkulturalität. Warszawa: Euro-Edukacja, 2005, s. 317–320.
- Deutsch und Polnisch im Kontakt anhand Krakauer Urkunden aus dem 14.–16. Jh., [w:] Halina Chodurska / Anna Mażulis-Frydel / Anna Radzik (Hrsg.): W świecie Słowian. Szkice z dziejów leksykologii i leksykografii. Kraków: Oficyna Wydawnicza Impuls, 2013, s. 96–109.
- Spuren ethnischer Spannungen und bewusster Sprachpolitik in den Urkunden aus Schlesien und Königreich Polen (13.–16. Jahrhundert), [w:] Zuzana Bohušová / Alena Ďuricová (Hrsg.): Germanistik interdiszplinär. Beiträge der 22. Linguistik- und Literaturtage, Banská Bystrica/Slovakei, 2014. Hamburg: Dr. Kovač, 2016, s. 597–605.

### Księga jubileuszowa
- Piotr A. Owsiński; Andrzej S. Feret; Grzegorz M. Chromik: Auf den Spuren der Deutschen in Mittel- und Osteuropa. Sławomira Kaleta-Wojtasik in memoriam. Frankfurt/Main, Peter Lang. 2017.